# Shop Boyz
Die Shop Boyz sind eine Rap-Gruppe aus Atlanta. Sie wurden durch ihre Single „Party Like a Rockstar“ auf ihrem Debütalbum „Rockstar Mentality“ bekannt. Das Lied erreichte Mitte 2007 Platz 2 der US-Billboard-Charts.

## Diskografie

### Studioalben
| Jahr | Titel              | Höchstplatzierung, Gesamtwochen, AuszeichnungChartsChartplatzierungen (Jahr, Titel, Platzierungen, Wochen, Auszeichnungen, Anmerkungen) | Anmerkungen                         |
| Jahr | Titel              | US | Anmerkungen                         |
| ---- | ------------------ | --- | ----------------------------------- |
| 2007 | Rockstar Mentality | US11 (14 Wo.)US | Erstveröffentlichung: 19. Juni 2007 |

### Singles
| Jahr | Titel Album                              | Höchstplatzierung, Gesamtwochen, AuszeichnungChartsChartplatzierungen (Jahr, Titel, Album, Platzierungen, Wochen, Auszeichnungen, Anmerkungen) | Anmerkungen                        |
| Jahr | Titel Album                              | US | Anmerkungen                        |
| ---- | ---------------------------------------- | --- | ---------------------------------- |
| 2007 | Party Like a Rockstar Rockstar Mentality | US2 ×3Dreifachplatin (Mastertone) + Platin · (22 Wo.)US                                                                                        | Erstveröffentlichung: 11. Mai 2007 |

Weitere Singles
- 2007: They Like Me
- 2008: Up Thru There
- 2008: Yuah